# Monetáris politika
A monetáris politika gazdaságpolitikai tevékenység, melynek során a monetáris hatóság befolyásolja a rövidtávú kamatkondíciókat, és ezáltal átmenetileg hatást gyakorol a makrogazdasági keresletre is. A legtöbb országban a központi bank, vagy más néven jegybank a monetáris politikáért felelős állami intézmény. A monetáris politika kivitelezésének legfontosabb eszköze a legtöbb modern jegybank gyakorlatában az irányadó kamatláb szintjének meghatározása.
Az irányadó kamatláb emelését, és ezen keresztül a pénzkínálat szűkítését restriktív monetáris politikának nevezik. A restriktív politika átmenetileg visszafogja a gazdasági növekedést, ugyanakkor segít megfékezni az inflációt. Az irányadó kamatláb csökkentésével a pénzmennyiség növelését célzó intézkedéseket expanzív monetáris politikának hívják. Ez átmeneti élénkülést hoz a gazdaságban, ugyanakkor infláció-növelő hatású lehet.

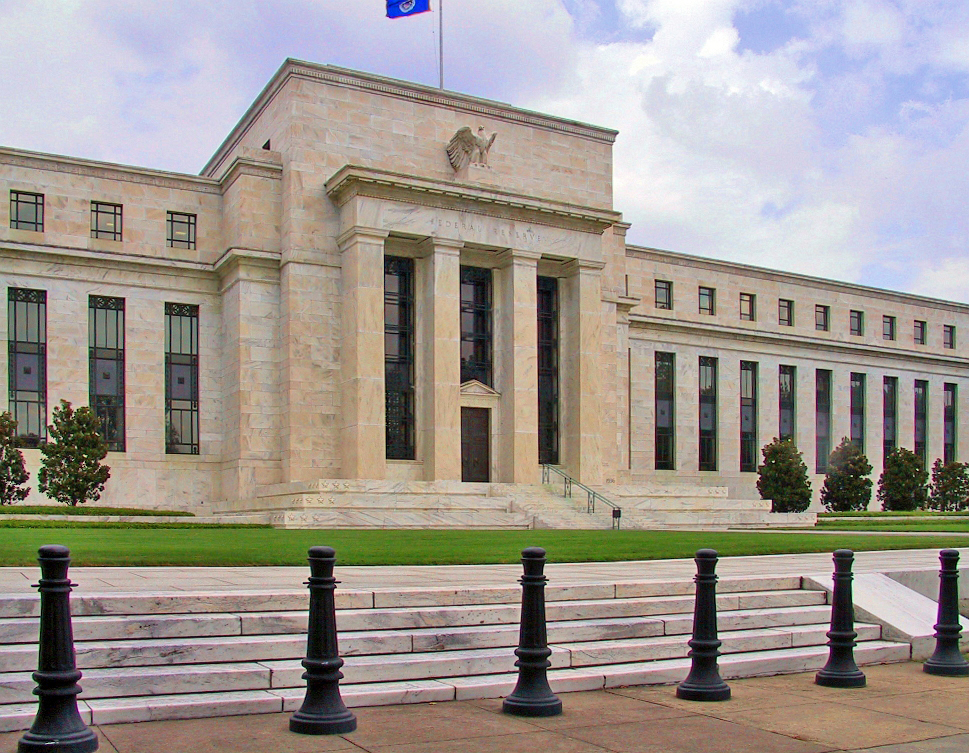
Az Egyesült Államok jegybankjának, a Federal Reserve-nek a székháza Washingtonban

## Monetáris politikai rendszerek
A jegybankok végső soron a gazdaságban levő pénz mennyiségét szabályozzák, és ezen keresztül képes közvetlenül vagy kevésbe szorosan befolyásolni egyéb gazdasági változókat: a rövid és hosszú lejáratú kamatok szintjét, a devizák vagy az arany árfolyamát stb. A különböző monetáris stratégiák, működési keretrendszerek általában abban különböznek egymástól, hogy ezek közül a mérőszámok közül melyiknek a szintjét kívánja stabilizálni, befolyásolni a jegybank. A különböző rendszerekben tehát eltérnek s a monetáris politika ún. operatív és közbülső céljai. A különböző monetáris politikai rendszerek emellett végső gazdaságpolitikai céljukban is eltérhetnek egymástól.
A monetáris politikai keretrendszerek az alábbi csoportokba sorolhatók:
- Inflációs célkövetés;
- Árszintcél-követés;
- Pénzkínálati célok követése;
- Árfolyamrögzítés;
- Valutatanács;
- Aranystandard;
- Kevert rendszerek.

### Inflációs célkövetés
Az inflációs célkövetés rendszerében a jegybank végső célja az infláció alacsony szinten való stabilizálása (árstabilitás), melyet az inflációra vonatkozó előrejelzések, várakozások rövid kamatokon keresztüli kontrolljával ér el.
Az inflációs célkövetést folytató jegybankok az infláció egy meghatározott, a fogyasztói árindex éves százalékos változásában mért számszerű célt (inflációs cél) tűznek ki maguk elé. Az irányadó kamat szintjét úgy változtatják, hogy az inflációs cél teljesüljön. Rendszeres időközönként előrejelzést készítenek a jövőben várható inflációról, és amennyiben az számottevően meghaladja a célértéket, szigorítanak a monetáris kondíciókon, azaz kamatot emelnek, míg ha a várható infláció alacsonyabb a célnál, akkor lazítanak, azaz csökkentik a kamatot.
Az inflációs célkövetés kulcseleme az előretekintő jegybanki viselkedés és az ennek megfelelő kommunikáció. Hatékony megvalósításához megbízható inflációs előrejelző technikákra, a gazdaság és a monetáris politika hatásmechanizmusának kellő ismeretére van szükség.
Inflációs célkövetést folytat többek között az angol, a svéd, az ausztrál, a kanadai és az új-zélandi jegybank. 2001-ben a Magyar Nemzeti Bank is bevezette az inflációs célkövetés rendszerét.

### Árszintcél-követés
Az árszintcél-követés hasonló az inflációs célkövetéshez, azzal a különbséggel, hogy itt a jegybank magát az árszínvonalat, nem pedig annak növekedési ütemét kívánja stabilizálni. A gyakorlati különbség a két rendszer között az egyszeri inflációs sokkok kezelésében nyilvánul meg. Míg az inflációs célkövetést folytató jegybank egy egyszeri inflációs sokkot követően megelégszik az infláció újbóli stabilizálásával, addig az árszintcél-követést alkalmazó jegybank egy hasonló sokk után – deflációt generálva – visszaszorítja az árakat a korábbi szintre.
Bár a monetáris közgazdaságtan elméleti modelljeiben gyakran felbukkan, a gyakorlatban csak Svédország próbálta ki az árszintcél-követést a két világháború közötti időszakban.

### Pénzmennyiség-célok követése
A 70-es és 80-as években számos jegybank a pénzkínálatra vonatkozó éves célokat fogalmazott meg, és követett. A mennyiségi célok követése mögött meghúzódó elgondolás az, hogy egyes monetáris aggregátumok (M0, M1, M2) növekedése és az infláció között stabil, rövid távon is érvényesülő kapcsolat van. Így ha jegybank kordában tartja a pénzmennyiség alakulását, akkor az infláció is alacsony szinten marad. A 80-as évek végére kiderült, hogy a feltételezett stabil kapcsolat csak 10-20 éves időszakok átlagában érvényes, így rövid távon a pénzmennyiség szigorú kontrollja mellett is elszabadulhat az infláció. 
Korábban pénzmennyiség-célokat követett többek között az Egyesült Államok, Nagy-Britannia és Németország jegybankja, mára azonban ritka a mechanikusan alkalmazott mennyiségi célkövetés, egyedül Japán alkalmazza.

### Árfolyamrögzítés
Árfolyamrögzítés esetében a jegybank garanciát vállal arra, hogy az ország devizájának egy másik (horgony-)devizához vagy devizakosárhoz kapcsolódó árfolyamát egy meghatározott szinten, vagy szűk sávon belül tartja. Ha a horgonydevizát kibocsátó ország inflációja alacsony, akkor nyitott gazdaságokban az árfolyam stabilizálásán keresztül a legtöbb esetben közvetve az árszínvonalat is stabilizálja jegybank, mintegy importálva a horgonydeviza országának árstabilitását.
Rögzített árfolyamos rendszerben a jegybank általában nem képes önálló kamatpolitikát folytatni. Az irányadó kamat szintje gyakorlatilag követi a horgonydevizát kibocsátó ország kamatszintjét, hosszabb távú eltérések csak abban az esetben lehetségesek, ha a belföldi és külföldi szereplők közötti tőkeáramlást jogi eszközökkel korlátozzák, azaz a deviza konvertibilitását csökkentik. Az árfolyam rövid távú elmozdulásainak ellensúlyozására a jegybank devizapiaci intervenciók keretében végrehajtott nyíltpiaci műveleteket, devizaeladási és -vásárlási műveleteket hajt végre.
Az árfolyamrögzítés előnye a rendszer egyszerűsége és átláthatósága. Hátránya ugyanakkor egyrészt, hogy a rögzített árfolyam hitelességének fenntartásához nagy mennyiségű külföldi devizatartalék felhalmozására van szükség, ami drága. Másrészt az árfolyamrögzítés hitelességét nehéz megőrizni: a árfolyamrögzítéseknek gyakran leértékeléssel járó valutaválságok vetnek véget, melyek után az ország gazdasága akár évekre is recesszióba süllyedhet.
Az MNB által 1995 és 2001 között követett csúszó leértékelés az árfolyamrögzítés egy speciális fajtája. A hazai monetáris rendszernek 2008. február 25-ig részét képezte egy árfolyamsáv, ennek nagy szélessége azonban lehetővé tette, hogy a sávon belül a jegybank az inflációs célkövetésre alapuló monetáris politikát folytasson. 2008. február 26-tól az MNB tisztán inflációs célkövetésen alapuló monetáris politikát folytat.

### Valutatanács
Az ún. valutatanács (currency board) az árfolyamrögzítés egy speciális esete, amely kiküszöböli a hagyományos rögzítéssel járó hitelességi problémákat. A valutatanács rendszerében a monetáris hatóság nem végez fedezetlen pénzkibocsátást: a hazai pénz minden egyes forgalomban levő egysége mögött annak megfelelő értékű devizafedezetnek kell állnia. A pénzmennyiség tehát csak a devizatartalékok hasonló mértékű növekedésével párhuzamosan emelkedhet.
A valutatanács előnye az egyszerűség és a teljes devizafedezet által nyújtott hitelesség. Hátránya az önálló monetáris politikáról való teljes lemondás. Emiatt ha a hazai, illetve a horgonydevizát nyújtó másik gazdaságot eltérő sokkok érik, a monetáris politika nem tud ezekhez alkalmazkodni, gazdasági hatásukat tompítani.
Valutatanácsot alkalmaztak például Hongkongban és Bulgáriában.

### Aranystandard
Az aranystandard (gold standard, aranypénzrendszer) olyan monetáris rendszer, melyben egy ország pénzének értéke a törvény által megszabott módon az arany egy rögzített mennyiségével egyenlő és a belső valuta meghatározott mértékben aranyra váltható bankjegyek formáját ölti. Az aranypénzrendszer hatásaként az ország valutaárfolyama a többi aranypénzhez képest szűk határok között állandósul.

## A monetáris politika eszköztára
A monetáris politika a pénzkínálatot szabályozza és ezzel antiinflációs politika folytatását tűzi ki célul. Mivel a kereskedelmi bankok és a jegybank is képes pénzteremtésre, így nem elegendő csak a jegybankot szabályozni. 
A pénz kínálata a monetáris bázis és a multiplikátor szorzata: MS = m • MB , ahol

MS = pénzkínálat (money supply)

m = multiplikátor

MB = monetáris bázis
A monetáris politika a pénz kínálatát szabályozza, így a multiplikátorra és/vagy a monetáris bázis értékére gyakorol hatást. A szabályozás két nagy csoportra osztható:
- Indirekt eszközök: az indirekt eszközök öt fő csoportra oszthatók
  - Kötelező tartalék: a jegybank kötelezően előírja, hogy a betétek után mekkora hányadot kell jegybankpénzben tartani.

{\displaystyle Tartalekrata={\frac {Keszpenz+jegybanki.betet}{Kereskedelmi.bank.osszes.betete}}}
A tartalékráta nem a bankok likviditását szabályozza, hanem ennek segítségével határozzák meg a kereskedelmi bankok pénzteremtési korlátait általában hosszabb időtávra. Ha a tartalékrátát növelik, a kereskedelmi bankok kevesebb hitelt tudnak nyújtani. Ezzel a multiplikátor és a pénzmennyiség csökken. Ha a tartalék rátát csökkentik, akkor ennek a fordítottja megy végbe.
- - Refinanszírozási és rediszkont politika: a refinanszírozás a „finanszírozás finanszírozása”. A kereskedelmi bankok a hiteleiket a jegybanki forrás megléte esetén tudják kihelyezni. Ha a jegybank növeli a hitelkeretet, úgy a kereskedelmi bankok is több hitelt tudnak kihelyezni. Ha a refinanszírozási hitelkeret csökken, úgy a kereskedelmi bankok forrásoldala is csökken. A banki mérlegben a következők határozzák meg a kihelyezhető hiteleket:

| Egyszerűsített banki mérleg | Egyszerűsített banki mérleg |
| --------------------------- | --------------------------- |
| Hitel                       | Alaptőke                    |
| Tartalék                    | Betét                       |
|                             | Refinanszírozási hitel      |

Rediszkont politika a váltóformához, mint speciális hitelhez kapcsolódik, szerepe napjainkban gyengül. Lejárat előtt a váltót forgathatják, a hátralévő kamat levonásával leszámítolják (diszkontálják). Ha a kereskedelmi bank nyújtja be az értékpapírt a központi bankhoz, akkor rediszkontálásról vagy viszontleszámítolásról beszélhetünk. A lényege, hogy a viszontleszámítolás során a kereskedelmi bank jegybankpénzhez jut.
- - Kamatpolitika: a refinanszírozási hitelek kamatlábának változtatásával indirekt módon, a piaci szereplők pénzkeresletén keresztül tud hatni a jegybank a pénzmennyiség alakulására. Ha a refinanszírozási kamatlábat emelik, akkor a pénzintézetek is emelik saját hitelkamataikat, így a gazdálkodók pénzigénye csökkenni fog. Amennyiben csökkentik, úgy növekszik a pénzkereslet és ezzel a pénz mennyisége is. Amennyiben egy bank nem él a refinanszírozási hitel lehetőségével, úgy nincs kihatással rá ez a politika. Bizonyos esetekben a vállalatok reakciója is eltérhet a kamatlábak növelésekor. A vállalati költségeken belül a kamatköltség nem biztos, hogy mindig a legjelentősebb. A kamatköltség esetleg áthárítható a vevőkre, vagy kedvező piaci lehetőségek esetén a vállalatok magasabb kamatlábat is elfogadhatónak tartanak.
  - Nyíltpiaci műveletek, repó: a nyíltpiaci műveletek végzéséhez nagy mennyiségű állampapír szükséges, mert a központi bankok ezek adás-vételével alakítják a pénzmennyiséget. Ezzel a módszerrel a pénzkínálat azonnali változtatására nyílik lehetőség, és naponta akár többször is alkalmazható. Mivel rugalmas eszköz, ezért akár egy napon belül ellenkező irányú műveletek is végezhetők. A nyílt piaci műveletek egyik fajtája amikor a jegybank egyszerűen eladja vagy megveszi az állampapírokat. A bankok emellett használják az ún. repókat (repurchase agreement), vagyis a visszavásárlási megállapodásokat. Ilyenkor megállapodnak a kereskedelmi bankokkal, hogy egy adott időpontban, azok visszavásárolják az értékpapírokat. Az üzlet kamatköltsége az eladási és vételi árfolyam különbségében jelenik meg. A repók kamatának változtatásával a kereskedelmi bankok kereslete változtatható, így a pénzmennyiség növekedése szabályozható. Az értékpapír vásárlásakor a csökken a forgalomban lévő pénzmennyiség, hiszen állampapírt vettünk, és ez által gyakorlatilag hitelt nyújtottunk az államnak. Amennyiben ezt visszavásárolják, úgy a forgalomban lévő pénzmennyiség növekszik. A módszernek három fő jellemzője van:
    - Autonóm: alkalmazása kizárólag az adott ország központi monetáris hatóságának döntésétől függ.
    - Rugalmas: mert naponta többször is lehet változtatni a pénzmennyiséget az eladások és vételek révén.
    - Közvetlen: mert hatása azonnal érvényesül, rögtön lezajlik a pénztömeg növekedése vagy csökkenése.

  - Erkölcsi ráhatás: egy kevésbé megfogható módszer, hiszen itt személyes megbeszélésekről van szó. A központi monetáris hatóság céljai elérésének érdekében egyeztetéseket folytat a pénzintézetek vezetőivel. Az eszköz hatásfoka függ attól, hogy a bankok vezetőinek pozíciója mennyiben függ a központi hatóságok jóindulatától.
  - Előretekintő iránymutatás  monetáris politika viszonylag új eszköze az előretekintő iránymutatás (forward guidance). A központi bankok hivatalos kommunikációja révén kívánják befolyásolni a piaci folyamatokat. A pénzügyi sajtó rendszeresen foglalkozik vele.

- Direkt eszközök: : a központi monetáris hatóság közvetlen a szabályozandó tényező értékét határozza meg. Például a betéti/hitelkamat konkrét nagyságát, a kihelyezhető hitelek globális összegét, stb. A direkt eszközök nem igazán alkalmasak a monetáris politika „finomszabályozására” így napjainkban a szerepük nem túl nagy.
  - Kötelező tartalék előírások
  - Viszontleszámítolási plafon
  - Hitelkontingentálás
  - Irányított hitelek